# Filmworks XXIV: The Nobel Prizewinner
Filmworks XXIV: The Nobel Prizewinner je soundtrack k filmu De Nobelprijswinnaar z roku 2010. Jedná se o čtyřiadvacátou část série Filmworks Johna Zorna. Album vyšlo 24. srpna 2010 pod hlavičkou vydavatelství Tzadik Records a jeho producentem byl John Zorn.

## Seznam skladeb
Autorem všech skladeb je John Zorn.
| Pořadí         | Název                         | Délka |
| -------------- | ----------------------------- | ----- |
| 1.             | The Nobel Prize Winner        | 4:15  |
| 2.             | Writer's Block (Ilse's Theme) | 4:17  |
| 3.             | The Depraved City             | 5:09  |
| 4.             | Annabel                       | 3:31  |
| 5.             | Our In-House Dostoevsky       | 4:37  |
| 6.             | The Search                    | 1:56  |
| 7.             | Dénouement                    | 3:24  |
| 8.             | Door to Door                  | 5:04  |
| 9.             | Suicidal Tendency             | 1:56  |
| 10.            | Fyodor and Annabel            | 5:10  |
| 11.            | Plagiarism                    | 2:52  |
| 12.            | Moral and Immoral (take 1)    | 3:08  |
| 13.            | Ghost of a Guilty Conscience  | 4:40  |
| 14.            | Joachim West                  | 5:02  |
| 15.            | Moral and Immoral (take 2)    | 3:06  |
| Celková délka: | Celková délka:                | 58:16 |

## Obsazení
- Rob Burger – klavír
- Trevor Dunn – kontrabas
- Kenny Wollesen – bicí, vibrafon[2]